# Arrigo Pelliccia
Arrigo Pelliccia (Viareggio, 20 febbraio 1912 – Roma, 19 luglio 1987) è stato un violinista e violista italiano.

## Biografia e attività musicale
Sotto la guida del padre si diploma nel 1928 al Conservatorio di Bologna, in seguito si perfeziona con Arrigo Serato all'Accademia di Santa Cecilia a Roma e con Carl Flesch a Berlino. Nel 1931 inizia una brillante carriera debuttando con l'Orchestra dell'Accademia di Santa Cecilia diretta da Bernardino Molinari ed eseguendo nella stessa serata il 1° movimento del Primo Concerto di Paganini (così si usava all'epoca), il Concerto di Beethoven e il Concerto di Glazunov, nel 1932 vince la medaglia d'argento al Concorso Internazionale di Vienna (la medaglia d'oro sarà vinta da Gioconda De Vito) e nel dicembre del 1933 debutta con l'Orchestra Filarmonica di Berlino diretta di Wilhelm Furtwängler eseguendo il Concerto Gregoriano di Ottorino Respighi intraprendendo, così, una brillante carriera di concertista in Italia e all'estero, sia come solista sia come membro di complessi da camera.
Numerosi furono i gruppi con i quali collaborò: Quartetto Carmirelli, Quintetto Boccherini, I Virtuosi di Roma; ma il vero sodalizio si creò con Ornella Puliti Santoliquido e Massimo Amfiteatrov con i quali formò nel 1938 il famoso Trio Santoliquido. Fu il naturale approdo di una amicizia umana e musicale nata alcuni anni prima e che li aveva già visti uniti il 27 dicembre del 1940 nell'esecuzione del Triplo Concerto di L. v. Beethoven con l'Orchestra della Rai di Torino sotto la direzione di Carl Schuricht. Tutti e tre diedero vita, negli anni successivi, al “Quartetto di Roma” dove, alla viola, nel corso degli anni si sono avvicendati violisti come Bruno Giuranna, Dino Asciolla, Luigi Alberto Bianchi, Guido Mozzato, Francesco Antonioni e altri ancora.
Nell'immediato dopoguerra (1945) ricoprì il ruolo di Primo Violino di Spalla dell'Orchestra de I Pomeriggi Musicali, formazione nata dalla volontà di due eminenti figure del mondo culturale d'allora: l'impresario teatrale Remigio Paone e il critico musicale Ferdinando Ballo.
Altra tappa importante della sua carriera è stata la prima esecuzione europea del Concerto per violino e orchestra di Arnold Schönberg al Festival di Musica Contemporanea di Venezia (6 settembre 1948), con l'Orchestra Sinfonica di Roma della Radio Italiana e sotto la direzione di Artur Rodziński.
In campo discografico ha inciso, col Trio Santoliquido, l'integrale dei trii di L. v. Beethoven, per la Concert Hall; col Quartetto di Roma (con Bruno Giuranna, giovanissimo, alla viola) i tre quartetti con pf. (op. 25, 26 e 60) di J. Brahms per la Deutsche Grammophon e, infine, si ricorda la storica incisione (1962), per la Philips, della Sinfonia Concertante di Mozart per violino, viola e orchestra, con Arthur Grumiaux e la London Symphony Orchestra diretta da Colin Davis. In quest'ultimo caso, egli abbandonò momentaneamente l'amato violino per la viola. Fu proprio Arthur Grumiaux che consigliato da Riccardo Castagnone, accompagnatore pianistico abituale di quest'ultimo durante le sue tournée italiane e caro amico di A. Pelliccia, gli chiese di “passare” alla viola per incidere, oltre alla Sinfonia Concertante anche i Duetti per violino e viola del medesimo, unitamente a quelli di Hoffmeister. Questa celebre incisione, citata addirittura da Arthur Rubinstein nelle sue memorie, contribuì ad accrescere ulteriormente la fama di A. Pelliccia. In seguito ad essa egli fu invitato dal Quartetto Vegh a partecipare, come violista, ad una tournée in Argentina e Rudolf Serkin lo chiama al Marlboro Festival, naturale emanazione della Marlboro Music School. Impossibile non menzionare la storica incisione del Quintetto in Do Maggiore op. 163 di Schubert come primo violino del Quintetto Boccherini (Pelliccia, Mozzato, Sagrati, Brunelli, Bonucci sr.), che è ancora da molti riconosciuta come insuperata.

## Attività didattica e riconoscimenti accademici
È stata intensa anche la sua attività didattica, iniziata a Bari nei primi anni ‘30 presso il locale Liceo Musicale, proseguita presso il Conservatorio San Pietro a Majella di Napoli (1939-1959) e, successivamente, presso il Conservatorio S. Cecilia di Roma, si conclude, come Professore Emerito, con l'insegnamento al corso di violino tenuto nell'ambito dei Corsi Superiori di Perfezionamento dell'Accademia di S. Cecilia. Per i suoi meriti artistici è stato eletto Accademico di S. Cecilia e, nel 1976, è stato il primo presidente dell'ESTA - Italia (European String Teachers Association).
Ancora oggi è molto apprezzata la sua revisione degli studi di Jakob Dont edita da Ricordi.
Tra i suoi numerosi allievi si possono ricordare Camillo Grasso, Rodolfo Bonucci, Enrico Balboni,Gabriele Pieranunzi,Satu Jalas.